# Спілка В.
Спілка В. — колективний псевдонім гуртка укладачів виданого у Чернівцях 1912 під керівництвом В. Кміцикевича «Німецько-українського словника» (Ю. Кобилянський, Л. Когут, З. Кузеля, В. Сімович, Є. Цаплер).